# Parroquia de De Soto
La parroquia de De Soto (en inglés: De Soto Parish), fundada en 1843, es una de las 64 parroquias del estado estadounidense de Luisiana. En el año 2000 tenía una población de 25.494 habitantes con una densidad poblacional de 11 personas por km². La sede de la parroquia es Mansfield.

## Geografía
Según la Oficina del Censo, la parroquia tiene un área total de 2317 km² (894,6 mi²), de la cual 2272 km² (877,2 mi²) es tierra y 45 km² (17,4 mi²) (1.93%) es agua.

### Parroquias y condados adyacentes
- Parroquia de Caddo - norte
- Parroquia de Red River - este
- Parroquia de Natchitoches - sureste
- Parroquia de Sabine - norte
- Condado de Shelby (Texas) - suroeste
- Condado de Panola (Texas) - oeste

## Carreteras
- Interestatal 49
- U.S. Highway 84
- U.S. Highway 171
- U.S. Highway 371
- Carretera Estatal de Luisiana 5

## Demografía
En el 2000 la renta per cápita promedia de la parroquia era de $28,252, y el ingreso promedio para una familia era de $33,196. En 2000 los hombres tenían un ingreso per cápita de $30,780 versus $20,182 para las mujeres. El ingreso per cápita para la parroquia era de $13,606. Alrededor del 25.10% de la población estaba bajo el umbral de pobreza nacional.

## Comunidades

### Ciudades y pueblos
| - Grand Cane - Keachie | - Logansport - Longstreet | - Mansfield - South Mansfield | - Stanley - Stonewall |

### Lugares no incorporados
- Frierson
- Kingston